# Charles Wildt
Charles Petrus Wildt (Oostende, 20 februari 1851 - aldaar, 1912) was een Belgisch figuratief schilder.

## Biografie

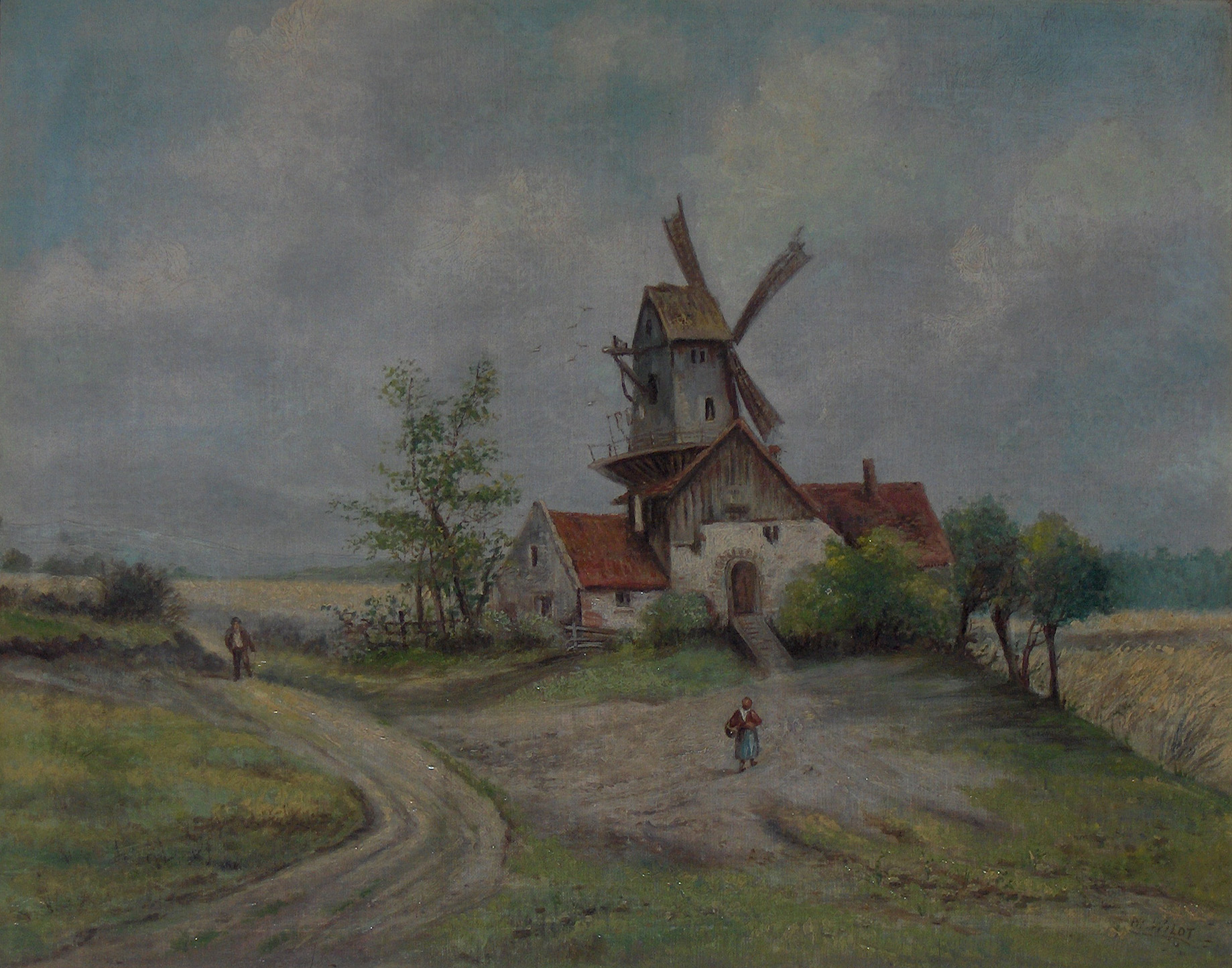
Zomerlandschap met molen

Hij was de zoon van Carolus Wildt en Josephina Francisca Philips. Hij huwde in 1873 met Ludovica Maria Louwagie.
Hij begon als schildersknecht in Oostende en evolueerde tot een lokale schilder van volkse taferelen die hij op een naïeve wijze weergaf. Zijn werk bestaat uit marines, scheepsportretten, visserstaferelen, duinenlandschappen, taferelen met gezichten op oud-Oostende, kermistaferelen, en volkse interieurs.
De vissersopstand in Oostende op 22 en 23 augustus 1887, bedwongen door de burgerwacht en waarbij er twee doden vielen, was de aanleiding tot een schilderij door Charles Wildt. Hij baseerde zich hierbij waarschijnlijk op een illustratie verschenen in Le Globe Illustré. Deze uitbeelding van een volksdrama had succes bij de Oostendse bevolking en hij moest hiervan verschillende replica's maken die hij dan verkocht voor een klein bedrag en een fles jenever. Dezelfde tragische gebeurtenissen waren de aanleiding voor James Ensor tot het schilderen van zijn doek De Staking (1888) (Koninklijk Museum voor Schone Kunsten, Antwerpen) en in 1892 van Les Gendarmes (Mu.ZEE, Oostende), telkens een striemende aanklacht tegen de onderdrukking van het gewone volk.
Er worden meerdere werken van deze volksgebonden kunstschilder bewaard in het Kunstmuseum aan Zee te Oostende. Het betreft onder andere een reusachtig doek Blankenberge met twee aparte voorstellingen dat werd versneden tot twee afzonderlijke doeken. Het maakte ooit deel uit van de muurdecoratie van een volkse danszaal in Oostende. Er worden nog sporadisch schilderijen van hem aangeboden op veilingen.
In maart 1982 werd een tentoonstelling van het werk van Charles Wildt gehouden in het toenmalige Heemkundig Museum van Oostende.

## Galerij

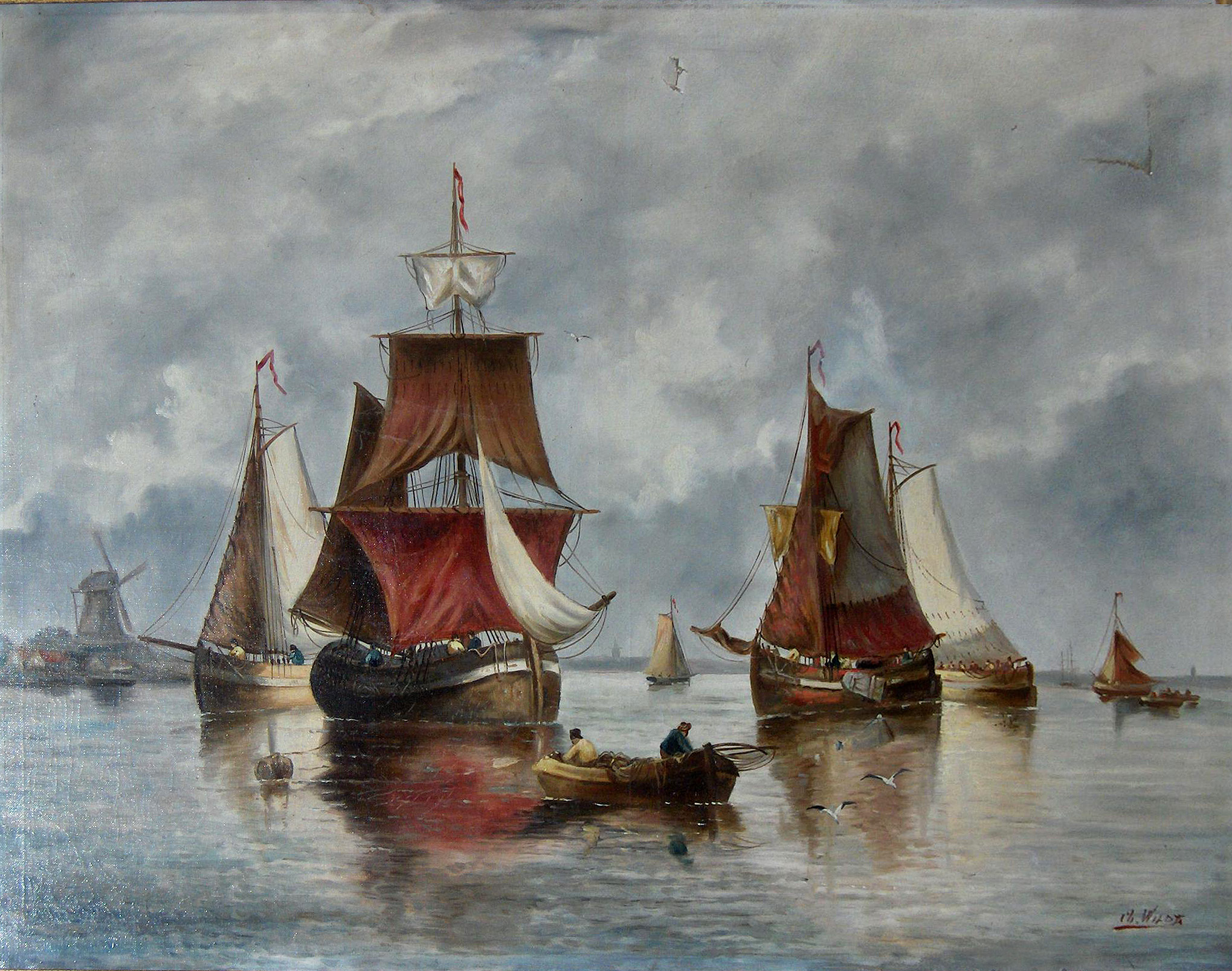
Marine
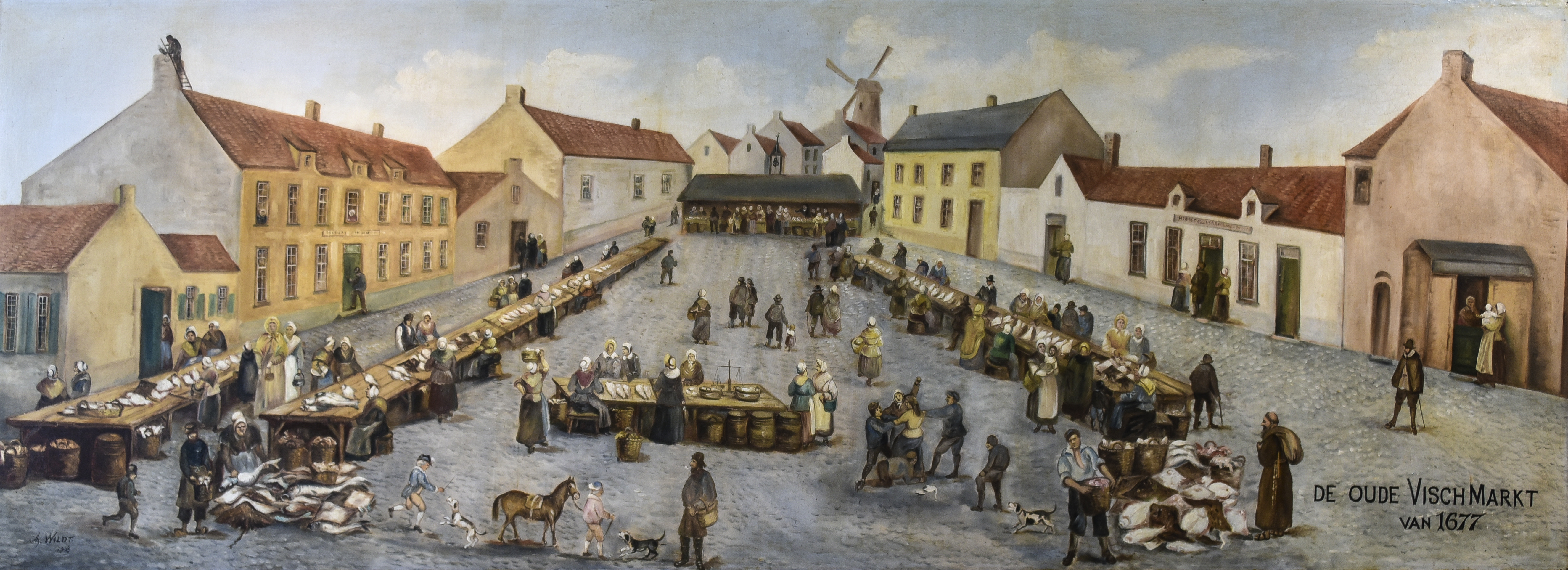
De oude vischmarkt te Oostende van 1677
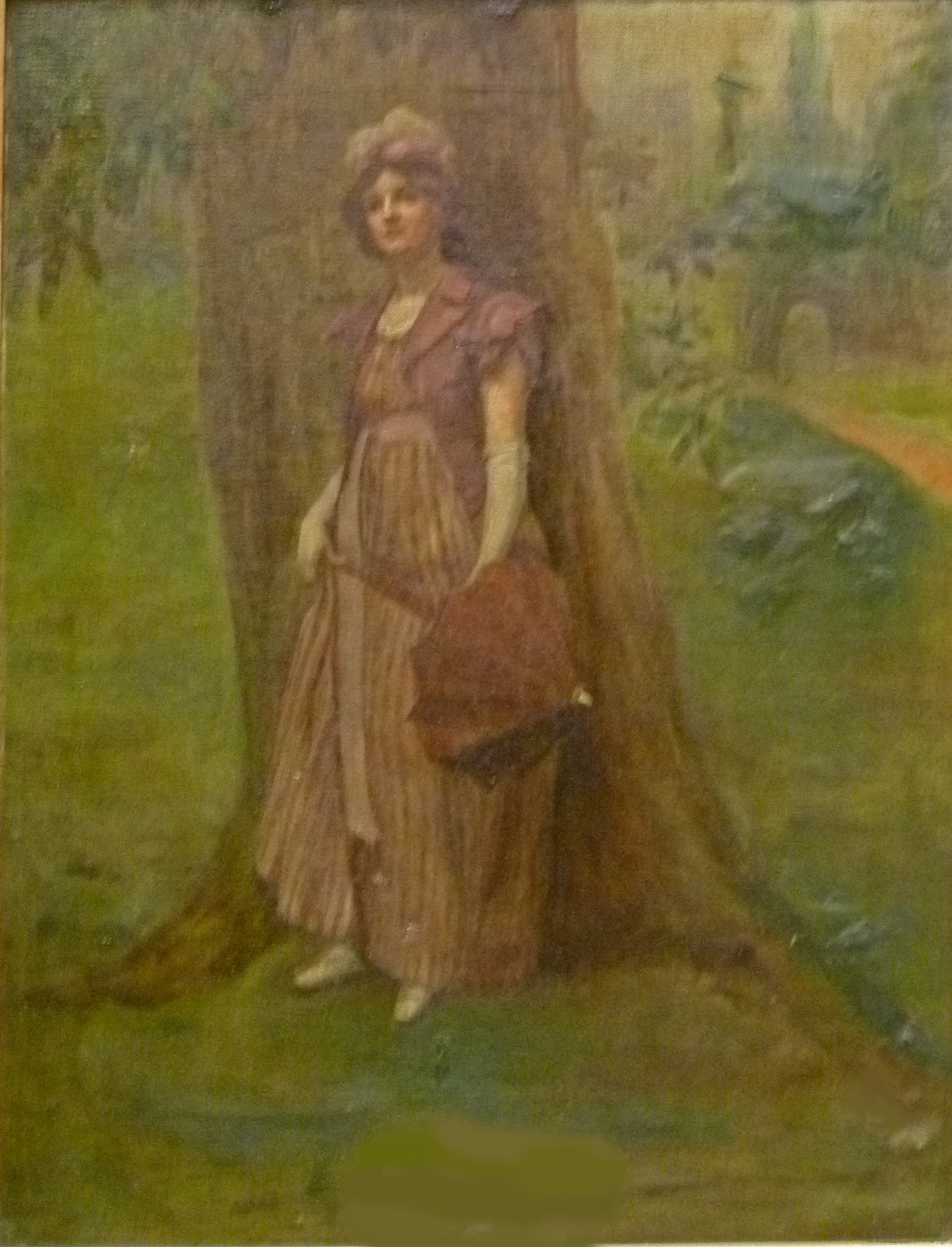
Elegante jongedame met parasol
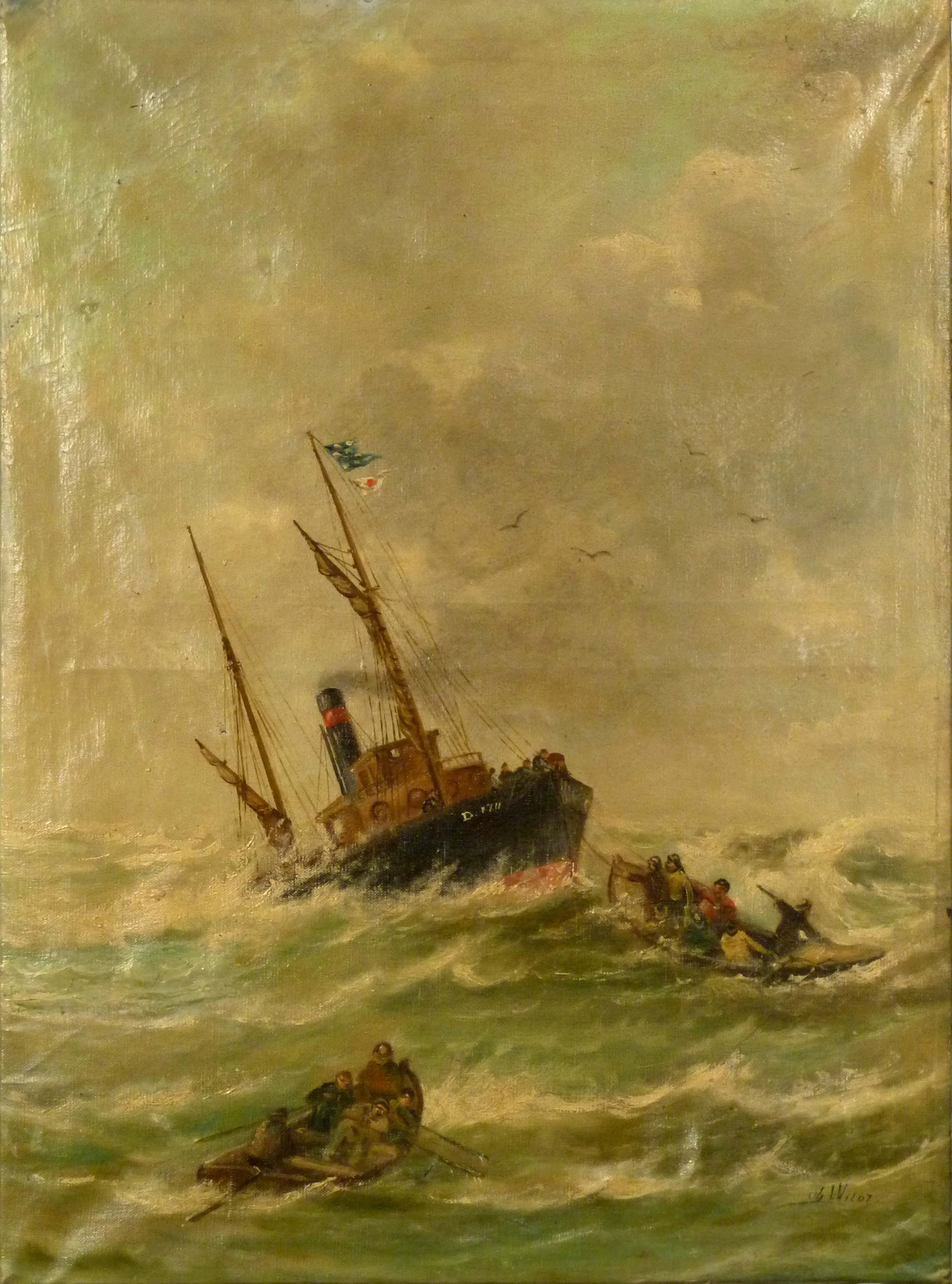
Marine 2